# Metal Gear Solid: The Twin Snakes
Metal Gear Solid: The Twin Snakes es un videojuego de acción y sigilo desarrollado por Silicon Knights y producido por Konami. Fue distribuido en el año 2004 para la consola GameCube de Nintendo.
Twin Snakes (Serpientes Gemelas) es un remake del videojuego Metal Gear Solid de PlayStation (1998). Presenta mejoras gráficas sobre la versión original, nuevas escenas cinemáticas, escritas y dirigidas por Ryuhei Kitamura así como habilidades y sistema de juego introducidos en Metal Gear Solid 2: Sons of Liberty. El juego incluye además una nueva traducción al inglés, redoblada con los mismos actores de la versión original.

## Historia
La historia es exactamente la misma que la de Metal Gear Solid, solo que adaptado para los 128 bits que tenía la secuela Sons of Liberty y exclusivamente para Gamecube.
Solid Snake, un agente secreto del gobierno estadounidense en retiro, es "llamado" de vuelta al servicio - lo van a buscar soldados armados -, para infiltrarse en un depósito de armas nucleares en las Islas Fox de Alaska, y detener una insurrección terrorista liderada por Liquid Snake (hermano gemelo de Solid Snake, razón del nombre del juego) que ha dado un plazo de 24 horas al Gobierno de Estados Unidos para entregarle los restos del "Legendario Mercenario" conocido como Big Boss; de no hacerlo lanzará un ataque nuclear.

## Sistema de Juego
Para Twin Snakes, el sistema de juego fue alterado con respecto al Metal Gear Solid original de 32 bits, para parecerse más a su secuela de 128 bits, Metal Gear Solid 2: Sons of Liberty. Mientras el mapeado de áreas y los enemigos se mantiene como en el original, el sistema de juego ha cambiado permitiendo, por ejemplo, disparar en modo en primera persona. Los enemigos han mejorado su inteligencia artificial, con acciones como comunicación entre ellos, y la detección de los enemigos de manera más inteligente, con una "vista" y "oído" mejorados.

## Desarrollo
The Twin Snakes fue anunciado por primera vez en el 2003 por Nintendo de América, dejando claro que Silicon Knights desarrollaría el juego bajo la guía de leyendas del videojuego como el creador de Metal Gear, Hideo Kojima y el creador de Mario, Shigeru Miyamoto.
Mientras que The Twin Snakes fue desarrollado casi por completo por Silicon Knights (más que nada la tarea de programación) los modelos y escenas cinemáticas las desarrolló Konami, y fueron dirigidas por el director de cine japonés Ryuhei Kitamura. Kitamura creó la mayoría de las escenas del juego parecidas a las del original, pero bajo la inspección de Hideo Kojima, pudo crear ciertas variaciones que reflejaban su lenguaje cinematográfico, como escenas en cámara ultra lenta o luchas de pistoleros, que no aparecían en el juego de 32 bits. En el apartado musical, los deberes se repartieron: algunas de las melodías en el juego fueron compuestas por Steve Henifin y los músicos de Silicon Knights, mientras que el resto de melodías (en juego, menús, y escenas cinemáticas), fueron hechas por músicos de Konami, incluyendo al cocompositor de Metal Gear Solid 2 Norihiko Hibino.

### Doblaje
El doblaje fue vuelto a grabar con el elenco original de Metal Gear Solid, excepto por el papel de Gray Fox. David Hayter persuadió a Konami para que el elenco original repitiera los roles. La razón principal para la regrabación del doblaje, según una entrevista con Hayter, era que la mayor calidad de audio del GameCube recogió ruidos externos de las grabaciones originales que en PlayStation eran imperceptibles. En el juego original, Gray Fox y Donald Anderson eran interpretados en inglés por Greg Eagles. En GameCube, Eagles mantuvo su rol como Anderson, pero Gray Fox fue interpretado por Rob Paulsen. A diferencia de otros títulos de MGS, no hubo doblaje en japonés para The Twin Snakes, por ello la versión japonesa salió al mercado doblada en inglés, al igual que las versiones norteamericana y europea, pero con subtítulos en japonés. Como detalle, tanto Mei Ling como Naomi Hunter hablan un inglés con acento americano en The Twin Snakes, mientras que en la versión de 32 bits hablan con acento chino y británico respectivamente.

### Elenco
| Actor de Voz         | Ex seudónimo      | Personaje                      |
| -------------------- | ----------------- | ------------------------------ |
| David Hayter         | Sean Barker       | Solid Snake                    |
| Cam Clarke           | James Flinders    | Liquid Snake                   |
| Debi Mae West        | Mae Zadler        | Meryl Silverburgh              |
| Jennifer Hale        | Carren Learning   | Naomi Hunter                   |
| Christopher Randolph | Christopher Fritz | Hal "Otacon" Emmerich          |
| Paul Eiding          | Paul Otis         | Roy Campbell                   |
| Kim Mai Guest        | Kim Nguyen        | Mei Ling                       |
| Rob Paulsen          | N/A               | Gray Fox                       |
| Renee Raudman        | Renne Collette    | Nastasha Romanenko             |
| Patric Zimmerman     | Patric Laine      | Revolver Ocelot                |
| Peter Lurie          | Chuck Farley      | Vulcan Raven                   |
| Doug Stone           | N/A               | Psycho Mantis                  |
| Tasia Valenza        | Julie Monroe      | Sniper Wolf Voz de Computadora |
| Greg Eagles          | George Byrd       | Donald Anderson                |
| Allan Lurie          | Bert Stewart      | Kenneth Baker                  |
| William H. Bassett   | Frederick Bloggs  | Jim Houseman                   |
| Dean Scofield        | Dino Schofield    | Johnny Sasaki                  |

## Lanzamiento
The Twin Snakes fue lanzado el 9 de marzo de 2004 en Norteamérica. Originalmente sería lanzado en noviembre del 2003, pero fue retrasado junto a las otras versiones. La versión europea fue retrasada muchas semanas.
En Japón, The Twin Snakes fue lanzado el 11 de marzo junto a un exclusivo paquete premium. La caja incluía el juego, una consola GameCube color platino adornada con el logo de FOXHOUND; un libro de 44 páginas titulado Memorandum que tenía notas de producción, dibujos y fotos; y un disco de GameCube llamado "Special Disc" con una versión emulada de Family Computer de la versión original de Metal Gear y pruebas de entrenamiento de The Twin Snakes.

## Recepción
Al igual que el Metal Gear Solid original, que recibió excelentes críticas de los críticos, MGS: The Twin Snakes también recibió un 8,8 y 85 de GameRankings y Metacritic, respectivamente. IGN le dio a Twin Snakes un 8,5 de 10, elogiando sus gráficos superiores y comparó la presentación con una película épica. GameSpot le dio un 8,2 de 10, o "Genial" en su escala, Eurogamer nominó a Twin Snakes con un 8 de 10 y Gaming Age le dio una "A-" de calificación. La revista estadounidense Game Informer dio a Twin Snakes un 9,25 de 10, citando la mejora en el modo de juego y los gráficos, así como su relato fiel de la historia de Metal Gear Solid original. La revista colocó posteriormente al juego en el lugar 11 de su lista "Top 25 de juegos de GameCube" en 2009.
A pesar de recibir críticas generalmente favorables, Twin Snakes también suscitó críticas. Según GamePro, el juego tiene una "marcada velocidad de imágenes por segundo y episodios de desaceleración que se producen cuando hay demasiada actividad en la pantalla". Los nuevos elementos de juego tomados de Metal Gear Solid 2: Sons of Liberty también han sido criticados por ser innecesarios, ya que el nivel de diseño es prácticamente igual al de Metal Gear Solid, e incluso "echa a perder el reto... y arruina por completo por lo menos la batalla con un jefe."